# Jessica Dubroff
Jessica Whitney Dubroff, född 5 maj 1988 i Falmouth, Massachusetts, död 11 april 1996 i Cheyenne, Wyoming, var en sjuårig amerikansk pilotelev som omkom under ett försök att bli den yngsta personen att flyga ett lätt flygplan över USA. På rekordförsökets andra dag kom hennes enmotoriga flygplan, en Cessna 177B Cardinal, att krascha i en regnstorm med hennes flyginstruktör Joe Reid bakom kontrollerna, omedelbart efter starten från Cheyenne Regional Airport i Cheyenne, Wyoming. Vid kraschen omkom Dubroff, hennes 57-årige far och Reid omedelbart.
Kraschen kom senare samma år att leda till att liknande rekordförsök för barn i praktiken förbjöds, då man på federal nivå lagstiftade i Child Pilot Safety Act om krav på flygcertifikat för att få genomföra liknande försök, vilket har en åldersgräns på 17 år.

### Webbkällor
- Howe, Rob (29 april 1996). ”Final Adventure”. People. https://people.com/archive/cover-story-final-adventure-vol-45-no-17/. Läst 12 oktober 2021.